# Stéphane Édouard (musicien)
Pour les articles homonymes, voir Stéphane Edouard.
Stéphane Edouard, né le 15 juillet 1976 à Colombes, est un batteur et percussionniste de jazz.

## Biographie

### Jeunesse
Les parents de Stéphane Edouard sont originaires de Pondichéry, au sud de l’Inde. Il a grandi à Cergy Saint-Christophe, au nord de Paris, où ses parents se sont installées dans les années 80. Il est le troisième d’une fratrie de quatre enfants.
Lorsqu’il a sept ans, chaque week-end, le foyer familial se transforme en lieu de répétitions pour un groupe de reprise de chansons Bollywood formé par ses parents, ses oncles et ses tantes. Stéphane Edouard commence la musique avec un tambourin et des bongos. C’est au cours d’une répétition qu’un de ses oncles vient avec une batterie. Le futur musicien est fasciné.
Au collège, sa rencontre avec un professeur de musique, Dominique Denieul, marque un temps fort de son existence. L’enseignant met à la disposition de ses élèves une salle de musique avec des instruments dont une batterie. A cette époque Stéphane Edouard s’essaie au piano puis à la batterie. C’est ce même professeur qui le pousse à rencontrer un autre élève guitariste : Emmanuel Heyner. Celui qui devient rapidement son ami lui fait écouter du rock avec Police, Led Zeppelin ou les Dire Straits. Il découvre également le jazz et passe plusieurs heures par jour à pratiquer la batterie. Il en fait son métier à 22 ans. Sa première approche de l’instrument se fait en autodidacte, rapidement il élabore un kit de batterie pour jouer à main nue, reconnu comme sa touche personnelle dans le milieu de la scène musicale.
Stéphane Edouard apprend la musique classique indienne aux côtés de son frère Prabhu Edouard (de) qui a lui-même appris les tablas avec le grand maître Pandit Shankar Ghosh, à Calcutta au nord de l’Inde. Le percussionniste passe de longues heures à écouter son frère pratiquer et s’initie à la musique classique aussi bien carnatique (du sud de l’Inde) que hindoustanie (du nord de l’Inde) dans la tradition des tablas.

### Carrière
Stéphane Edouard a collaboré avec de nombreux artistes en tant que batteur et percussionniste.  Parmi eux, on retrouve Maurane, Michel Jonasz, Ben l’Oncle Soul, Gaël Faye, Electro Deluxe, Pierre de Bethmann, Alfio Origlio, Karim Ziad, Bojan Z, Vincent Peirani, Daby Touré, Nguyên Lê, Dhafer Youssef,, Ibrahim Maalouf, Franck McComb, Aldo Romano, Antoine Hervé ou encore Sixun qu’il intègre comme percussionniste en 2005. Il y rencontre celui qu’il considère comme son mentor le batteur Paco Sery,.
Stéphane Edouard a construit ses propres kits hybrides de batterie composé de dholaks (instruments de l’Inde du nord) et de tambours à cadres faits sur mesures avec des cymbales. Il utilise notamment son kit de batterie à main avec la calebasse (instrument d’Afrique et d’Asie) avec ses tambours à cadres sur mesures mais aussi son charleston à câble et sa petite caisse claire. Adapté à sa pratique, il a disposé ses éléments de sorte à pouvoir jouer de la grosse caisse de la main droite avec la calebasse, en même temps que le charleston et la caisse claire.
C’est en 2021 que sort le premier album de Stéphane Edouard, Pondicergy Airlines. Ce titre rend hommage aux villes Pondichéry (Inde) et Cergy (Val-d’Oise), à ses parents, leur culture et les réunions familiales. Cergy représente l’autre part de son enfance vécue en parallèle : le rock, le jazz et la world.
Sur cet album se mêlent instruments traditionnels indiens, des guitares, du piano, des basses électriques mais aussi de l’accordéon ou du saxophone. Le batteur mêle musique indienne et jazz et s’entoure de musiciens reconnus tels que Nguyên Lê à la guitare, « Magic » Malik Mezzadri et Sylvain Barou à la flûte, Michel Alibo, Linley Marthe, Etienne Mbappé ou Hadrien Féraud à la basse et Baiju Bhatt au violon. On retrouve également des musiciens d’horizons variés comme Bojan Z, Raphaelle Brochet, Varijashree Venugopal (en), Samira Brahmia, Vincent Peirani ou encore Julia Sarr.

## Discographie

### Album Solo
- 2021 : Pondicergy Airlines

### Sideman
- 2001 : Kweli – Nawal
- 2001 : Le fil – Dikès
- 2002 : Poe Session - Xavier Bussy
- 2002 : K Rouges - Magdool
- 2003 : Mouja (Live au Satellit Café) – Sophia Charaï, Mathias Duplessy
- 2003 : Daïssa -  La Kumpania Zelwer
- 2004 : Diam – Daby Touré
- 2004 : Laanamayo - Ameth Male, Mathias Duplessy
- 2004 : Volontany - Rajery
- 2004 : Alwan - Skander Guetari
- 2005 : Still Growing Up Live & Unwrapped – Peter Gabriel
- 2006 : Kayam – Roland Brival
- 2006 : Namaste – Christophe Wallemme
- 2006 : Sixun fête ses 20 ans (live à La Cigale) – Sixun
- 2006 : Zetlab - Julien Mercier
- 2007 : Chanson Française - Michel Jonasz
- 2008 : Palabre – Sixun
- 2008 : KA - Seheno
- 2008 : Epigram - Meta
- 2008 : Chipiemania - Iliona
- 2009 : Nougaro Ou l’Esperance En L’Homme – Maurane
- 2009 : Michel Jonasz Trio – Michel Jonasz
- 2010 : Play – Electro Deluxe
- 2010 : Live In Marciac - Sixun
- 2010 : Ben l’Oncle Soul – Ben l'Oncle Soul
- 2010 : Valse & Attrape – Alain Debiossat
- 2010 : The price of consciousness - Maty Soul
- 2011 : Marseille Marseille – Louis Winsberg
- 2011 : U.K. Version – Ben l'Oncle Soul
- 2011 : Wings And Notes – Alfio Origlio
- 2011 : Songs of Freedom - Nguyên Lê
- 2011 : Les hommes sont toujours des enfants - Michel Jonasz
- 2011 : Il était une voix - Helmie Bellini
- 2012 : Jeena Jeena - Mukhtiyar Ali, Mathias Duplessy
- 2012 : Doc Dao - Tung Duong, Nguyên Lê
- 2012 : Sur Les Bords du Gange – Nicolas Genest
- 2012 : Sira – Jasser Haj Youssef
- 2012 : Enelmedio - Ousman Danedjo
- 2012 : Tribute to Headhunters - Alfio Origlio
- 2012 : Urban spirit - Diogal
- 2013 : Pili Pili sur un croissant au beurre - Gaël Faye
- 2013 : Home – Electro Deluxe
- 2013 : Jdid – Karim Ziad
- 2013 : I Remember When – Kellylee Evans
- 2013 : New Orleans – PJ Morton
- 2013 : Nu Jazz Roots – Just Wody
- 2013 : Les Hommes sont toujours des enfants - Live au Casino de Paris - Michel Jonasz
- 2014 : Ouvre – Maurane
- 2014 : For Elements - Caraïb to jazz
- 2015 : Born in the 80’s - Hadrien Féraud
- 2015 : Mindset – Marko Ramljak
- 2015 : From Paris with love - Dam’nco
- 2015 : Walk in wake - Alfio Origlio
- 2015 : Pas à pas - Aurélie et Varioca
- 2016 : Circle – Electro Deluxe
- 2016 : Yobadi - Hamid El Kasri, Karim Ziad
- 2016 : Jaleo For Paco - Louis Winsberg
- 2016 : La comédie des silences - Fred Soul
- 2017 : Hà Nội Duo - Nguyên Lê & Ngô Hồng Quang
- 2017 : Tropical rain - Meddy Gerville
- 2018 : Shifters – Pierre de Bethmann
- 2018 : Far East Suite – Pierre Bertrand
- 2019 : Bogota Airport - Alfio Origlio
- 2019 : Secret Places - Alfio Origlio
- 2020 : Rec. Oscillation - Malika M
- 2021 : The Transformation Place - Céline Mauge
- 2022 : Jaleo Familia - Louis Winsberg
- 2022 : Unixsity - Sixun
- 2022 : Bel Matjoukann - Thierry Vaton
- 2022 : Nataraj - Baiju Bhatt
- 2022 : Hope - Hernàn jacinto
- 2023 : Crianças - Julien Lourau
- 2024 : C'était mieux maintenant - Sanseverino

## Récompenses
- 2006 : Djangodor du spectacle vivant pour Sixun à l’occasion du concert célébrant les vingt ans à La Cigale